# Sophie Hermans
Sophia Theodora Monique (Sophie) Hermans (ur. 1 maja 1981 w Nijmegen) – holenderska polityczka, posłanka do Tweede Kamer, od 2024 wicepremier oraz minister klimatu i zielonego wzrostu.

## Życiorys
Córka polityka Loeka Hermansa. Absolwentka administracji publicznej na Uniwersytecie Amsterdamskim (2006). Kształciła się również w zakresie ekonomii i stosunków międzynarodowych na San Francisco State University oraz zarządzania w London Business School. Pracowała m.in. jako starszy doradca w przedsiębiorstwie konsultingowym Andersson Elffers Felix.
W 2002 wstąpiła do Partii Ludowej na rzecz Wolności i Demokracji. Była doradczynią ministra Stefa Bloka (2012–2015) oraz premiera Marka Ruttego (2015–2017). W 2017 po raz pierwszy uzyskała mandat posłanki do Tweede Kamer. Do niższej izby Stanów Generalnych była następnie wybierana w 2021 i 2023. Powoływana na przewodniczącą oraz na pełniącą obowiązki przewodniczącej frakcji deputowanych VVD.
W lipcu 2024 objęła urzędy wicepremiera oraz ministra klimatu i zielonego wzrostu w nowo utworzonym rządzie Dicka Schoofa.